# Campionati del mondo di atletica leggera 2019 - Salto in lungo femminile
La specialità del salto in lungo femminile dei campionati del mondo di atletica leggera 2019 si è svolta tra il 5 e il 6 ottobre allo Stadio internazionale Khalifa di Doha, in Qatar.

## Podio
| Pos.    | Atleta               | Nazionalità | Misura |
| ------- | -------------------- | ----------- | ------ |
| Oro     | Malaika Mihambo      | Germania    | 7,30 m |
| Argento | Maryna Bech-Romančuk | Ucraina     | 6,92 m |
| Bronzo  | Ese Brume            | Nigeria     | 6,91 m |

## Situazione pre-gara

### Record
Prima di questa competizione, il record del mondo (RM) e il record dei campionati (RC) erano i seguenti.
| Record                | Prestazione | Atleta                              | Data                                        | Competizione  |
| --------------------- | ----------- | ----------------------------------- | ------------------------------------------- | ------------- |
| Record mondiale       | 7,52 m      | Galina Chistyakova Unione Sovietica | 11 giugno 1988 Leningrado, Unione Sovietica |               |
| Record dei campionati | 7,36 m      | Jackie Joyner-Kersee Stati Uniti    | 4 settembre 1987 Roma, Italia               | Mondiali 1987 |

### Campionesse in carica
Le campionesse in carica, a livello mondiale e olimpico, erano:
| Campionessa | Atleta                        | Prestazione | Data                                   | Competizione                |
| ----------- | ----------------------------- | ----------- | -------------------------------------- | --------------------------- |
| Olimpico    | Tianna Bartoletta Stati Uniti | 7,17 m      | 17 agosto 2016 Rio de Janeiro, Brasile | Giochi della XXXI Olimpiade |
| Mondiale    | Brittney Reese Stati Uniti    | 7,02 m      | 11 agosto 2017 Londra, Regno Unito     | Mondiali 2017               |

### La stagione
Prima di questa gara, gli atleti con le migliori tre prestazioni dell'anno erano:
| Pos. | Atleta                     | Prestazione | Data                                   |
| ---- | -------------------------- | ----------- | -------------------------------------- |
| 1    | Malaika Mihambo Germania   | 7,16 m      | 4 agosto 2019 Berlino, Germania        |
| 2    | Ese Brume Nigeria          | 7,05 m      | 4 agosto 2019 Bursa, Turchia           |
| 3    | Brittney Reese Stati Uniti | 7,00 m      | 27 luglio 2019 Des Moines, Stati Uniti |

## Risultati

### Qualificazione
La gara si è svolta il 5 ottobre alle ore 17:50.
Si qualificano alla finale le atlete che raggiungono i 6,75 m (Q) o le migliori dodici (q).
| Pos | Gruppo | Atleta                      | Nazionalità                 | 1ª prova | 2ª prova | 3ª prova | Risultato | Note |
| --- | ------ | --------------------------- | --------------------------- | -------- | -------- | -------- | --------- | ---- |
| 1   | B      | Malaika Mihambo             | Germania                    | 6,98     |          |          | 6,98      | Q    |
| 2   | A      | Ese Brume                   | Nigeria                     | 6,89     |          |          | 6,89      | Q    |
| 3   | A      | Tori Bowie                  | Stati Uniti                 | 6,54     | 6,77     |          | 6,77      | Q    |
| 4   | B      | Maryna Bech-Romančuk        | Ucraina                     | 6,69     | 6,74     | –        | 6,74      | q    |
| 5   | A      | Alina Rotaru                | Romania                     | 6,57     | 6,31     | 6,72     | 6,72      | q    |
| 6   | B      | Abigail Irozuru             | Gran Bretagna               | 6,66     | 6,70     | –        | 6,70      | q    |
| 7   | B      | Anastasija Mirončyk-Ivanova | Bielorussia                 | 6,41     | 6,69     | –        | 6,69      | q    |
| 8   | A      | Shara Proctor               | Gran Bretagna               | 6,54     | 6,63     | –        | 6,63      | q    |
| 9   | A      | Brooke Stratton             | Australia                   | 6,43     | 6,58     | 6,43     | 6,58      | q    |
| 10  | A      | Chanice Porter              | Giamaica                    | 6,50     | 6,46     | 6,57     | 6,57      | q    |
| 11  | A      | Anasztázia Nguyen           | Ungheria                    | 6,41     | x        | 6,54     | 6,54      | q    |
| 12  | B      | Sha'Keela Saunders          | Stati Uniti                 | 6,35     | 6,27     | 6,53     | 6,53      | q    |
| 13  | A      | Brittney Reese              | Stati Uniti                 | 6,44     | 6,43     | 6,52     | 6,52      |      |
| 14  | B      | Jasmine Todd                | Stati Uniti                 | 6,51     | 6,50     | 6,07     | 6,51      |      |
| 15  | A      | Eliane Martins              | Brasile                     | x        | 6,25     | 6,50     | 6,50      |      |
| 16  | B      | Tissanna Hickling           | Giamaica                    | 6,35     | 6,49     | 6,22     | 6,49      |      |
| 17  | B      | Tilde Johansson             | Svezia                      | 6,34     | 6,48     | 6,48     | 6,48      |      |
| 18  | B      | Hilary Kpatcha              | Francia                     | 6,38     | x        | 6,47     | 6,47      |      |
| 19  | B      | Jazmin Sawyers              | Gran Bretagna               | 6,45     | 6,46     | 6,45     | 6,46      |      |
| 20  | A      | Yanis David                 | Francia                     | 6,44     | 6,46     | x        | 6,46      |      |
| 21  | A      | Éloyse Lesueur-Aymonin      | Francia                     | 6,34     | 6,46     | 6,39     | 6,46      |      |
| 22  | A      | Chantel Malone              | Isole Vergini Britanniche   | x        | 6,21     | 6,45     | 6,45      |      |
| 23  | B      | Petra Farkas                | Ungheria                    | 6,08     | 6,44     | 6,20     | 6,44      |      |
| 24  | B      | Elena Sokolova              | Atleti Neutrali Autorizzati | 6,21     | 6,43     | 6,39     | 6,43      |      |
| 25  | A      | Adriana Rodríguez           | Cuba                        | 6,39     | x        | 6,29     | 6,39      |      |
| 26  | B      | Maria Natalia Londa         | Indonesia                   | 6,31     | 6,16     | 6,36     | 6,36      |      |
| 27  | A      | Taika Koilahti              | Finlandia                   | 6,33     | 6,02     | 6,35     | 6,35      |      |
| 28  | B      | Tania Vicenzino             | Italia                      | 6,19     | x        | 6,23     | 6,23      |      |
| 29  | B      | Florentina Iusco            | Romania                     | 6,22     | 6,21     | x        | 6,22      |      |
| 30  | A      | Nektaria Panagi             | Cipro                       | 6,10     | 6,21     | 6,19     | 6,21      |      |
| 31  | A      | Laura Strati                | Italia                      | x        | x        | 6,05     | 6,05      |      |

### Finale
La gara si è svolta il 6 ottobre a partire dalle ore 19:15.
| Pos | Atleta                      | Nazionalità   | 1ª prova | 2ª prova | 3ª prova | 4ª prova | 5ª prova | 6ª prova | Risultato | Note                                                                    |
| --- | --------------------------- | ------------- | -------- | -------- | -------- | -------- | -------- | -------- | --------- | ----------------------------------------------------------------------- |
|     | Malaika Mihambo             | Germania      | 6,52     | x        | 7,30     | –        | 7,09     | 7,16     | 7,30      | Miglior prestazione mondiale stagionale · Miglior prestazione personale |
|     | Maryna Bech-Romančuk        | Ucraina       | 6,81     | x        | 6,77     | x        | 6,92     | 6,72     | 6,92      | Miglior prestazione personale stagionale                                |
|     | Ese Brume                   | Nigeria       | 6,83     | 6,91     | 6,90     | 6,87     | 6,84     | 6,45     | 6,91      |                                                                         |
| 4   | Tori Bowie                  | Stati Uniti   | 6,61     | 6,49     | x        | 6,81     | 6,65     | 6,57     | 6,81      | Miglior prestazione personale stagionale                                |
| 5   | Anastasija Mirončyk-Ivanova | Bielorussia   | 6,53     | x        | 6,76     | 6,70     | 6,55     | 6,71     | 6,76      |                                                                         |
| 6   | Alina Rotaru                | Romania       | 6,59     | 6,66     | 6,67     | x        | 6,71     | x        | 6,71      |                                                                         |
| 7   | Abigail Irozuru             | Gran Bretagna | 6,64     | x        | 6,59     | 6,59     | 6,60     | x        | 6.64      |                                                                         |
| 8   | Chanice Porter              | Giamaica      | 6,30     | 6,44     | 6,56     | 6,44     | 6,24     | 6,47     | 6,56      |                                                                         |
| 9   | Sha'Keela Saunders          | Stati Uniti   | x        | 6,28     | 6,54     |          |          |          | 6,54      |                                                                         |
| 10  | Brooke Stratton             | Australia     | 6,46     | x        | 6,42     |          |          |          | 6,46      |                                                                         |
| 11  | Shara Proctor               | Gran Bretagna | x        | 6,34     | 6,43     |          |          |          | 6,43      |                                                                         |
| 12  | Anasztázia Nguyen           | Ungheria      | x        | 6,26     | x        |          |          |          | 6,26      |                                                                         |